# Capo di tutti capi

Estructura de una familia criminal mafiosa.

Capo di tutti capi es un término  italiano (en español significa, literalmente, jefe de todos los jefes) empleado para referirse al «jefe de jefes» en las organizaciones criminales, primordialmente de la mafia estadounidense en el siglo XX.

## Título
Capos italianos como Giuseppe Morello, Joe Masseria y Salvatore Maranzano utilizaron el título con la intención de centralizar la jefatura de la mafia. En 1931, el también italiano Lucky Luciano creó la Comisión con el objetivo de evitar guerras entre pandillas y familias criminales las cuales eran frecuentes por la disputa de intereses y territorios. De esta forma logró que las cinco familias de Nueva York y algunos otros capos de los Estados Unidos llegaran a un entendimiento.
Éste fue el presidente de la Comisión desde 1931 hasta 1946, y fue sucedido por Frank Costello, quien ocupó el cargo entre 1946 y 1957, y éste a su vez por Vito Genovese, quien ejerció como tal entre 1957 y 1959, siendo todos ellos pertenecientes a la familia criminal Genovese; Joseph Bonanno entre 1959 y 1962, quien era líder de la familia criminal Bonanno; Carlo Gambino entre 1962 y 1976, Paul Castellano entre 1976 y 1985 y John Gotti entre 1985 y 1992, siendo estos últimos tres de la familia criminal Gambino. En 1992, el jefe de la familia Genovese Vincent Gigante asumió el poder hasta 1997. Desde 2000 hasta 2004, el jefe de la familia Bonanno Joseph Massino fue reconocido como máximo jefe por cuatro de las cinco familias.
En la Cosa nostra siciliana el término no existe, pero los medios de comunicación frecuentemente le dieron el título a Calogero Vizzini y posteriormente a Salvatore Riina desde 1980 hasta 1993 y Bernardo Provenzano desde 1993 hasta 2006. El equivalente en la mafia de Calabria es el término capo crimine, quien es nombrado en las reuniones de la 'Ndrangheta.

## Poseedores del rango
| Nombre               | Nacionalidad       | Inicio | Finalización |
| -------------------- | ------------------ | ------ | ------------ |
| Giuseppe Morello     | Reino de Italia    | 1890   | 1910         |
| Sebastiano DiGaetano | Reino de Italia    | 1910   | 1912         |
| Giuseppe Masseria    | Reino de Italia    | 1922   | 1930         |
| Salvatore Maranzano  | Reino de Italia    | 1930   | 1931         |
| Lucky Luciano        | Reino de Italia    | 1931   | 1946         |
| Vincent Mangano      | República Italiana | 1946   | 1951         |
| Frank Costello       | República Italiana | 1951   | 1957         |
| Vito Genovese        | República Italiana | 1957   | 1959         |
| Joseph Bonanno       | República Italiana | 1959   | 1962         |
| Carlo Gambino        | República Italiana | 1962   | 1976         |
| Paul Castellano      | Estados Unidos     | 1976   | 1985         |
| John Gotti           | Estados Unidos     | 1985   | 1992         |
| Vincent Gigante      | Estados Unidos     | 1992   | 1997         |
| Joseph Massino       | Estados Unidos     | 2000   | 2004         |

| Nombre                | Nacionalidad       | Inicio | Finalización |
| --------------------- | ------------------ | ------ | ------------ |
| Vito Cascio Ferro     | Reino de Italia    | 1893   | 1925         |
| Francesco Cuccia      | Reino de Italia    | 1926   | 1947         |
| Calogero Vizzini      | República Italiana | 1949   | 1954         |
| Giuseppe Genco Russo  | República Italiana | 1954   | 1958         |
| Salvatore Greco       | República Italiana | 1958   | 1962         |
| Luciano Leggio        | República Italiana | 1963   | 1969         |
| Gaetano Badalamenti   | República Italiana | 1970   | 1977         |
| Michele Greco         | República Italiana | 1978   | 1980         |
| Salvatore Riina       | República Italiana | 1980   | 1993         |
| Bernardo Provenzano   | República Italiana | 1993   | 2006         |
| Salvatore Lo Piccolo  | República Italiana | 2006   | 2007         |
| Matteo Messina Denaro | República Italiana | 2007   | 2023         |

## En la cultura popular
- En el capítulo 4 de la temporada 3 de la serie estadounidense Los Simpson, emitido en octubre de 1992 es mencionado el término Capo di tutti capi para referirse a unos de los personajes principales de la misma, el pequeño Bart.
- En la saga de videojuegos Mafia, la cual se lanzó en 2002, se hace mención al mayor rango de la organización criminal denominado Capo di tutti capi.[5] Allí diferentes personajes a lo largo de todos los videojuegos de la saga son nombrados como tales.
- En 2007 se publicó en Italia una miniserie titulada Il capo dei capi —en español: El Capo de Corleone—, donde se hace mención a Corleone, comuna del país homónimo donde surgieron una gran cantidad de Capos mafiosos.[6]
- En el videojuego Empire of Sin, lanzado en 2020, se hace referencia al Capo di tutti capi, en este caso, Frank Ragen, un mafioso ficticio de la ciudad estadounidense de Chicago.[7]